# Boeto de Sidón
Boeto de Sidón (Griego: Βόηθος; 75  – 10 a. C.) fue un filósofo peripatético de Sidón, que vivió a finales del siglo I a. C. Ninguno de sus trabajos se ha conservado y la colección completa de citas y paráfrasis apareció por primera vez en 2020.

## Biografía
Como Boeto fue discípulo de Andrónico de Rodas, debió haber viajado a una edad temprana a Roma y Atenas, ciudades en las que se sabe que Andrónico enseñó. Estrabón, que lo menciona a él ya su hermano Diodoto entre las personas célebres de Sidón, habla de él al mismo tiempo como su propio maestro (o condiscípulo) en filosofía peripatética. Entre sus obras, todas las cuales ahora están perdidas, había una sobre la naturaleza del alma, y también un comentario sobre las Categorías de Aristóteles, que Amonio menciona en su comentario sobre la misma obra de Aristóteles. Amonio cita también una opinión de Boeto sobre el estudio de las obras de Aristóteles donde el estudiante debe comenzar con la Física, mientras que Andrónico había sostenido que el comienzo debe hacerse con los escritos de Lógica de Aristóteles.
Según Giovanni Reale, en Las escuelas de la época imperial, Boeto creía que la 'sustancia' era 'materia', que era el compuesto del ser, y no la forma individual del ser. Así, “la forma cae fuera de la categoría de sustancia y entra en el ámbito de otras categorías”. La importancia de esto es que la individualidad no es solo la forma en que entendemos e interpretamos la realidad, sino que en realidad es la naturaleza básica de esa realidad. Esa 'verdadera realidad' no era una sustancia universal, sino que consistía en formas individuales.
De manera similar, en ética, Boeto declaró que “la meta original (el protón oikeion) hacia la cual tendemos somos nosotros mismos en relación con nosotros mismos. De acuerdo con ese punto de vista, dice que no amamos a nadie con preferencia a nosotros mismos y, finalmente, que amamos a los demás sólo en referencia a nosotros mismos”.